# Пелікан перуанський
Пелікан перуанський (Pelecanus thagus) — вид птахів з родини пеліканових.

## Загальні дані
Пелікан перуанський до останнього часу вважався підвидом бурого пелікана. Але, зважаючи на виражену алопатію (відокремленість популяцій), помітно більші розміри тіла та ряд інших стійких ознак, цей птах був визнаний окремим видом. Тим не менше, основні риси біології та екології даного виду спільні з такими ж у бурого пелікану, і далі буде наведено, в основному, розбіжності між цими двома видами.
Пелікан перуанський — великий птах сіро-коричневого кольору, вагою 7-7,5 кілограмів. Завдяки такій вазі він є найбільшим літаючим птахом в Південній Америці. Стійкою ознакою виду (на відміну від бурого пелікана) є наявність хохла з видовжених пір'їв на потилиці, а також загалом темніше забарвлення. Разом з гуановим бакланом та перуанською олушею перуанський пелікан є основним утворювачем залежей гуано — цінної речовини, що утворюється з калу цих птахів в місцях багаторічного гніздування і використовується як азотне добриво.

## Розповсюдження
Цей вид зустрічається вздовж західного узбережжя Південної Америки від острова Лобос де Т'єрра (належить Перу) на півночі до чилійського острова Пупуя на півдні (див. карту). Перуанський пелікан мешкає винятково на морських узбережжях, як на скелястих, так і на пологих ділянках, а також в околицях мілких річкових естуаріїв.

## Гніздування та розмноження

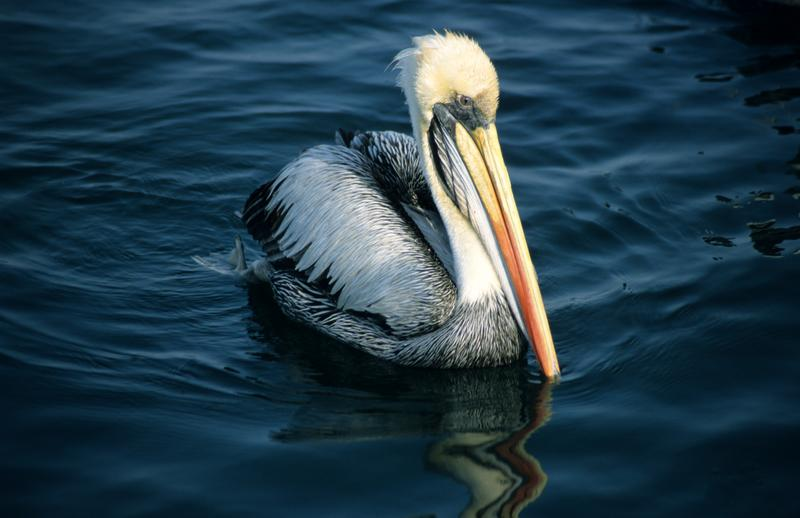
Пелікан перуанський на воді

Період розмноження відповідає весні та літу в південній півкулі (вересень — березень). Утворення гніздових колоній та шлюбні ігри починаються в середині вересня, після чого пелікани приступають до відкладення яєць (звичайно 2-3 на кладку). Втім, відкладення яєць в колоніях дуже розтягнуте в часі — з жовтня до лютого, з кількісним піком між серединою листопада та початком грудня. Пари гніздяться групами різного розміру, від десяти до кількох сотень. Більшість пташенят виводиться між кінцем грудня та початком січня. У віці приблизно чотирьох тижнів пташенята покидають гніздо у збираються в групи, так звані «ясла». Пташенята опірюються через приблизно 85 днів після виведення з яєць, маючи вагу близько 6,5-6,9 кг, а ваги дорослого птаха (7 і більше кілограмів) досягають ще за 6-7 тижнів. Починаючи з останніх тижнів березня пташенята розподіляються по узбережжю (переважно на скелястих ділянках) і починають перші польоти. Але, при цьому, навіть досить самостійних вже пташенят часто все ще частково годують батьки.

## Харчування
Основним харчовим ресурсом перуанського пелікана є анчоуси. Основний спосіб полювання — шляхом пікирування на косяки риби з повітря (аналогічно бурому пелікану).

## Небезпеки та лімітуючі фактори
Найважливішим фактором, що обмежує чисельність перуанського пелікана, є харчові ресурси — в цьому полі він конкурує з рибалками. Також великих втрат популяція цього птаха зазнає при виникненні непостійної течії Ель-Ніньйо — теплої течії, направленої вздовж південноамериканського узбережжя, що відтісняє холодні води, які йдуть з півдня від Антарктики, у відкритий океан. При цьому косяки риб, пристосованих для 

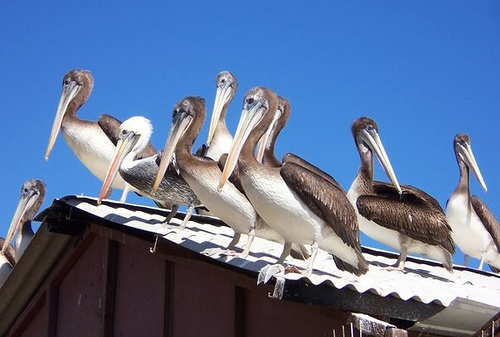
Група перуанських пеліканів на даху, Вальпараїсо, Чилі, 2007

життя в холодній воді, відходять в океан за холодними водами або опускаються на глибини, і в обох випадках стають недосяжними для пеліканів. В роки, коли виникає Ель-Ніньйо, пелікани можуть не приступати до гніздування та намагаються викрадати рибу навіть з кошелів риболовецьких траулерів.